# Випавска долина
Випавска долина (словен. Vipavska dolina је предео у западној Словенији на преласку из централне Словеније у фурланској низији. Долина се протеже уз реку Випаву, која извире из крашких извора испод планине Нанос у месту Випава. Именом Випавска долина или Випавско зове се обично цели широки појас флишног побрђа између стрмих рубова високих крашких заравни Наноса и Трновског гозда на истоку и северу и ниског Краса на југозападу. 
Долина укупно има 310 km². Насељена је густо збијеним селима медитеранског изгледа у њој живе 63.052 становника. На присојним странама провлађују виногради и воћњаци, на нижим положајима су њиве, а на самом дну долине, које је понегде мочварно, травњаци. Најважнији су производи бело вино випавац, рано воће (трешње) и поврће.
Клима је углавном медитеранска, са хладним зимама због буре која дува с Трновског гозда и Наноса. Годишња количина падавина износи 1.500 mm.
Горњи и средњи део Випавске долине припада општини Ајдовшчина, а доњи део општини Нова Горица.
- Насеље Гоче са планином Нанос у позасдини
- Црква Марија снежна у Гочеу
- Извор реке Випаве
- Насеље Стомаж близу Ајдовшчине
- Випавска долина близу Ајдовшчине
- Ходочашна црква Марије Таложнице у Логу Будање близу Ајдошчине
- Утврђено насеље у Випавски Криж
- Насеље Озељан близу Нове Горице
- Випавска диолина с Горицом, поглед с Церја